# Con quale amore, con quanto amore
Con quale amore, con quanto amore è un film del 1970 diretto da Pasquale Festa Campanile.

## Trama
Dopo anni di matrimonio e una lunga crisi, un giovane architetto, Andrea, s'accorge con dolore che la moglie, Francesca, non lo ama più e gli preferisce Ernesto, il suo migliore amico e collaboratore. Mentre i due vanno a vivere insieme, Andrea non solo finge di perdonarli ma insiste perché Ernesto continui a lavorare con lui. Successivamente, riflettendo su quanto è accaduto e sentendo nostalgia della loro unione, si rende conto dei propri torti e comincia a ricorteggiare assiduamente Francesca; poi, cogliendo l'occasione di un'assenza di Ernesto, riesce a riconquistarla, probabilmente in maniera definitiva.

## Produzione

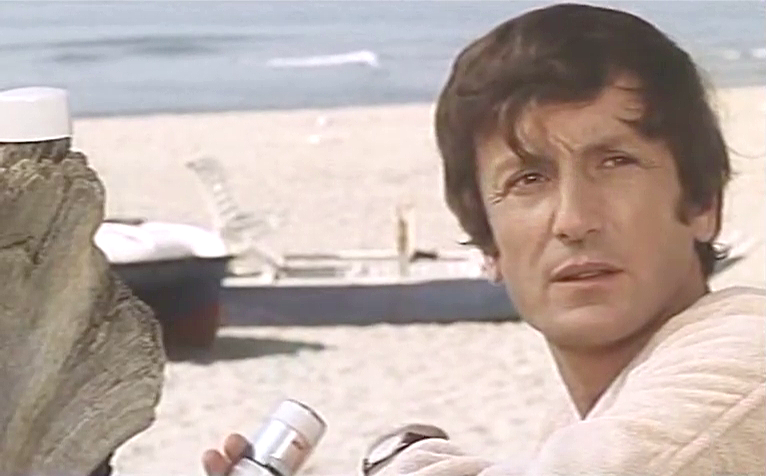
Claude Rich, il amante di Catherine Spaak, sul set, in 1970

Prodotto da Silvio Clementelli per Clesi Cinematografica, il film venne girato a Cinecittà, per uscire nelle sale il 29 gennaio 1970.